# Taylor Townsend
Taylor Townsend (ur. 16 kwietnia 1996 w Chicago) – amerykańska tenisistka, mistrzyni Wimbledonu 2024 i Australian Open 2025, finalistka US Open 2022 i French Open 2023 w grze podwójnej kobiet oraz US Open 2024 i French Open 2025 w mikście, mistrzyni Australian Open 2012 Wimbledonu 2012 i US Open 2012 w deblu dziewcząt oraz Australian Open 2012 w singlu dziewcząt. Liderka rankingu deblowego WTA od 28 lipca 2025.

## Kariera tenisowa
Starty w zawodowych turniejach rozpoczęła w wieku czternastu lat, w październiku 2010 roku, biorąc udział w turnieju rangi ITF w Amelia Island na Florydzie. Wygrała tam kwalifikacje, a w turnieju głównym dotarła do drugiej rundy, w której przegrała z Olgą Puczkową. W maju 2011 roku osiągnęła półfinał turnieju w Carson, a w lipcu powtórzyła to osiągnięcie w Atlancie.
W sierpniu 2011 roku tenisistka otrzymała od organizatorów wielkoszlemowego turnieju US Open tzw. dziką kartę do udziału w kwalifikacjach gry pojedynczej oraz do turnieju głównego gry podwójnej. W kwalifikacjach singla pokonała w pierwszej rundzie Hiszpankę Arantxę Parrę Santonję i przegrała w drugiej z Laurą Robson. W grze podwójnej, w parze z Jessicą Pegulą, dotarła do trzeciej rundy turnieju głównego, pokonując w pierwszych rundach znacznie wyżej notowane zawodniczki: Klaudię Jans i Alicję Rosolską oraz Līgę Dekmeijerę wraz z Jeleną Janković. Zagrała także w pierwszej rundzie gry mieszanej.
W styczniu 2012 roku wygrała juniorski Australian Open i to zarówno w grze pojedynczej, jak i podwójnej. W finale singla pokonała Juliję Putincewą, a w finale debla (w parze z Gabrielle Andrews) – parę Irina Chromaczowa i Danka Kovinić.
Pomimo sukcesów amerykański związek tenisowy United States Tennis Association nie chciał dopuścić jej do występu w US Open z powodu nadwagi i zagroził zaprzestaniem finansowania przygotowań i przejazdów zawodniczki. Ostatecznie Townsend sfinansowała występ w turnieju z własnych środków i dotarła do ćwierćfinału. Rodzice zatrudnili też jako trenera Zinę Garrison.
W lipcu 2012 roku odniosła sukces w deblu na trawiastych kortach Wimbledonu. Razem z Eugenie Bouchard pokonały w finale Belindę Bencic i Anę Konjuh 6:4, 6:3. Podczas US Open ponownie zwyciężyła w rywalizacji deblowej dziewcząt. Wspólnie z Andrews pokonały Bencic i Uberalovą 6:4, 6:3.
W lipcu 2013 roku osiągnęła finał Wimbledonu w grze pojedynczej dziewcząt. Przegrała w nim z Belindą Bencic wynikiem 6:4, 1:6, 4:6. W sierpniu osiągnęła finał zawodów deblowych w Waszyngtonie. Razem z Eugenie Bouchard uległy parze Shūko Aoyama–Wiera Duszewina wynikiem 3:6, 3:6.
Do French Open 2014 dostała się dzięki dzikiej karcie, uczestnicząc w turniejach cyklu ITF. W pierwszej rundzie pokonała Vanię King, a w drugiej rundzie rozstawioną z numerem 20. Alizé Cornet. W kolejnej fazie uległa Carli Suárez Navarro.
W sezonie 2022 osiągnęła finał US Open w grze podwójnej. Razem z Catherine McNally uległy parze Barbora Krejčíková–Kateřina Siniaková 6:3, 5:7, 1:6.

## Historia występów wielkoszlemowych
Legenda
     W, wygrany turniej
     F, przegrana w finale
     SF, przegrana w półfinale
     QF, przegrana w ćwierćfinale
     xR, przegrana w x rundzie
     A, brak startu
     NH, turniej nie odbył się

### Występy w grze pojedynczej
| Australian Open        | A   | A   | A   | A   | 1R  | A   | Q3  | 1R | 1R | 2R | A   | A   | 2R | 1R | 1R | 0 / 7  | 2 – 7   |  |  |  |  |  |  |  |  |  |  |
| French Open            | A   | A   | A   | 3R  | 1R  | 2R  | 2R  | 2R | 1R | A  | A   | 1R  | 1R | A  | 1R | 0 / 9  | 5 – 9   |  |  |  |  |  |  |  |  |  |  |
| Wimbledon              | A   | A   | A   | 1R  | A   | Q2  | Q1  | 2R | 2R | NH | A   | A   | Q3 | 1R | 1R | 0 / 5  | 2 – 5   |  |  |  |  |  |  |  |  |  |  |
| US Open                | Q2  | A   | Q3  | 1R  | Q2  | 1R  | 1R  | 2R | 4R | 1R | A   | 1R  | 3R | 2R |    | 0 / 9  | 7 – 9   |  |  |  |  |  |  |  |  |  |  |
|                        |     |     |     |     |     |     |     |    |    |    |     |     |    |    |    |        |         |  |  |  |  |  |  |  |  |  |  |
| Ranking na koniec roku | 428 | 676 | 308 | 102 | 304 | 132 | 105 | 74 | 84 | 89 | 293 | 131 | 80 | 69 |    | 0 / 30 | 16 – 30 |  |  |  |  |  |  |  |  |  |  |

### Występy w grze podwójnej
| Australian Open        | A   | A   | A   | A   | A   | A  | 1R  | 1R  | 3R | 2R | A   | A  | 2R | 3R | W  | 1 / 7  | 12 – 6  |  |  |  |  |  |  |  |  |  |  |
| French Open            | A   | A   | A   | A   | A   | A  | 1R  | 2R  | 1R | A  | A   | SF | F  | A  | QF | 0 / 6  | 13 – 6  |  |  |  |  |  |  |  |  |  |  |
| Wimbledon              | A   | A   | A   | A   | A   | Q2 | 1R  | A   | 1R | NH | A   | A  | 2R | W  | SF | 1 / 5  | 11 – 4  |  |  |  |  |  |  |  |  |  |  |
| US Open                | 3R  | A   | 1R  | 1R  | 2R  | QF | 1R  | 1R  | 2R | SF | A   | F  | QF | SF |    | 0 / 12 | 21 – 12 |  |  |  |  |  |  |  |  |  |  |
|                        |     |     |     |     |     |    |     |     |    |    |     |    |    |    |    |        |         |  |  |  |  |  |  |  |  |  |  |
| Ranking na koniec roku | 234 | 546 | 190 | 156 | 124 | 73 | 150 | 153 | 89 | 67 | 134 | 33 | 7  | 5  |    | 2 / 30 | 57 – 28 |  |  |  |  |  |  |  |  |  |  |

### Występy w grze mieszanej
| Australian Open | A  | A | A | A  | A  | A  | A | A  | A | A  | A | A | QF | 1R | 2R | 0 / 3  | 3 – 2   |  |  |  |  |  |  |  |  |  |  |
| French Open     | A  | A | A | A  | A  | A  | A | A  | A | NH | A | A | 2R | A  | F  | 0 / 2  | 5 – 1   |  |  |  |  |  |  |  |  |  |  |
| Wimbledon       | A  | A | A | A  | A  | A  | A | A  | A | NH | A | A | 2R | QF | 2R | 0 / 3  | 4 – 3   |  |  |  |  |  |  |  |  |  |  |
| US Open         | 1R | A | A | SF | 2R | 1R | A | 1R | A | NH | A | A | SF | F  |    | 0 / 7  | 11 – 7  |  |  |  |  |  |  |  |  |  |  |
|                 |    |   |   |    |    |    |   |    |   |    |   |   |    |    |    |        |         |  |  |  |  |  |  |  |  |  |  |
|                 |    |   |   |    |    |    |   |    |   |    |   |   |    |    |    | 0 / 15 | 23 – 13 |  |  |  |  |  |  |  |  |  |  |

## Finały turniejów WTA
| Legenda                     | Legenda |
| --------------------------- | ------- |
| Wielki Szlem                |         |
| Igrzyska olimpijskie        |         |
| WTA Tour Championships      |         |
| 2009 – 2020                 |         |
| WTA Premier Mandatory       |         |
| WTA Premier 5               |         |
| WTA Premier                 |         |
| WTA International Series    |         |
| WTA 125K series (2012–2020) |         |
| od 2021                     |         |
| WTA 1000 (obowiązkowe)      |         |
| WTA 1000 (nieobowiązkowe)   |         |
| WTA 500                     |         |
| WTA 250                     |         |
| WTA 125                     |         |

### Gra podwójna 17 (10–7)
| Końcowy wynik | Nr  | Data             | Turniej         | Nawierzchnia  | Partnerka           | Przeciwniczki                            | Wynik finału      |
| ------------- | --- | ---------------- | --------------- | ------------- | ------------------- | ---------------------------------------- | ----------------- |
| Finalistka    | 1.  | 4 sierpnia 2013  | Waszyngton      | Twarda        | Eugenie Bouchard    | Shūko Aoyama Wiera Duszewina             | 3:6, 3:6          |
| Finalistka    | 2.  | 6 stycznia 2019  | Auckland        | Twarda        | Paige Hourigan      | Eugenie Bouchard Sofia Kenin             | 6:1, 1:6, 7–10    |
| Zwyciężczyni  | 1.  | 12 stycznia 2020 | Auckland        | Twarda        | Asia Muhammad       | Serena Williams Caroline Wozniacki       | 6:4, 6:4          |
| Finalistka    | 3.  | 11 września 2022 | US Open         | Twarda        | Catherine McNally   | Barbora Krejčíková Kateřina Siniaková    | 6:3, 5:7, 1:6     |
| Zwyciężczyni  | 2.  | 8 stycznia 2023  | Adelaide        | Twarda        | Asia Muhammad       | Storm Hunter Kateřina Siniaková          | 6:2, 7:6(2)       |
| Zwyciężczyni  | 3.  | 14 stycznia 2023 | Adelaide        | Twarda        | Luisa Stefani       | Anastasija Pawluczenkowa Jelena Rybakina | 7:5, 7:6(3)       |
| Finalistka    | 4.  | 2 kwietnia 2023  | Miami           | Twarda        | Leylah Fernandez    | Coco Gauff Jessica Pegula                | 6:7(6), 2:6       |
| Finalistka    | 5.  | 11 czerwca 2023  | French Open     | Ceglana       | Leylah Fernandez    | Hsieh Su-wei Wang Xinyu                  | 6:1, 6:7(5), 1:6  |
| Zwyciężczyni  | 4.  | 19 sierpnia 2023 | Cincinnati      | Twarda        | Alycia Parks        | Nicole Melichar-Martinez Ellen Perez     | 6:7(1), 6:4, 10–6 |
| Zwyciężczyni  | 5.  | 12 stycznia 2024 | Adelaide        | Twarda        | Beatriz Haddad Maia | Caroline Garcia Kristina Mladenovic      | 7:5, 6:3          |
| Zwyciężczyni  | 6.  | 14 lipca 2024    | Wimbledon       | Trawiasta     | Kateřina Siniaková  | Gabriela Dabrowski Erin Routliffe        | 7:6(5), 7:6(1)    |
| Zwyciężczyni  | 7.  | 3 sierpnia 2024  | Waszyngton      | Twarda        | Asia Muhammad       | Jiang Xinyu Wu Fang-hsien                | 7:6(0), 6:3       |
| Finalistka    | 6.  | 9 listopada 2024 | Rijad           | Twarda (hala) | Kateřina Siniaková  | Gabriela Dabrowski Erin Routliffe        | 5:7, 3:6          |
| Zwyciężczyni  | 8.  | 26 stycznia 2025 | Australian Open | Twarda        | Kateřina Siniaková  | Hsieh Su-wei Jeļena Ostapenko            | 6:2, 6:7(4), 6:3  |
| Zwyciężczyni  | 9.  | 22 lutego 2025   | Dubaj           | Twarda        | Kateřina Siniaková  | Hsieh Su-wei Jeļena Ostapenko            | 7:6(5), 6:4       |
| Zwyciężczyni  | 10. | 26 lipca 2025    | Waszyngton      | Twarda        | Zhang Shuai         | Caroline Dolehide Sofia Kenin            | 6:1, 6:1          |
| Finalistka    | 7.  | 6 sierpnia 2025  | Montreal        | Twarda        | Zhang Shuai         | Coco Gauff McCartney Kessler             | 4:6, 6:1, 11–13   |

### Gra mieszana 2 (0–2)
| Końcowy wynik | Nr | Data            | Turniej     | Nawierzchnia | Partner      | Przeciwnicy                  | Wynik finału |
| ------------- | -- | --------------- | ----------- | ------------ | ------------ | ---------------------------- | ------------ |
| Finalistka    | 1. | 5 września 2024 | US Open     | Twarda       | Donald Young | Sara Errani Andrea Vavassori | 6:7(0), 5:7  |
| Finalistka    | 2. | 5 czerwca 2025  | French Open | Ceglana      | Evan King    | Sara Errani Andrea Vavassori | 4:6, 2:6     |

## Finały turniejów WTA 125

### Gra pojedyncza 1 (0–1)
| Końcowy wynik | Nr | Data         | Turniej   | Nawierzchnia | Przeciwniczka   | Wynik finału |
| ------------- | -- | ------------ | --------- | ------------ | --------------- | ------------ |
| Finalistka    | 1. | 21 maja 2023 | Florencja | Ceglana      | Jasmine Paolini | 3:6, 5:7     |

### Gra podwójna 4 (2–2)
| Końcowy wynik | Nr | Data             | Turniej       | Nawierzchnia | Partnerka        | Przeciwniczki                       | Wynik finału |
| ------------- | -- | ---------------- | ------------- | ------------ | ---------------- | ----------------------------------- | ------------ |
| Zwyciężczyni  | 1. | 3 marca 2018     | Indian Wells  | Twarda       | Yanina Wickmayer | Jennifer Brady Vania King           | 6:4, 6:4     |
| Finalistka    | 1. | 26 stycznia 2019 | Newport Beach | Twarda       | Yanina Wickmayer | Hayley Carter Ena Shibahara         | 3:6, 6:7(1)  |
| Finalistka    | 2. | 2 marca 2019     | Indian Wells  | Twarda       | Yanina Wickmayer | Kristýna Plíšková Jewgienija Rodina | 6:7(7), 4:6  |
| Zwyciężczyni  | 2. | 7 marca 2020     | Indian Wells  | Twarda       | Asia Muhammad    | Catherine McNally Jessica Pegula    | 6:4, 6:4     |

## Występy w Turnieju Mistrzyń

### W grze podwójnej
| Rok  | Rezultat              | Partnerka          | Przeciwniczki                     | Wynik         |
| 2023 | Zawodniczki rezerwowe | Leylah Fernandez   | nie wystąpiły                     | nie wystąpiły |
| 2024 | Finał                 | Kateřina Siniaková | Gabriela Dabrowski Erin Routliffe | 5:7, 3:6      |

## Finały turniejów ITF
| turnieje z pulą nagród 100 000 $ (W100)  |
| turnieje z pulą nagród 75/80 000 $ (W80) |
| turnieje z pulą nagród 50/60 000 $ (W75) |
| turnieje z pulą nagród 40 000 $ (W50)    |
| turnieje z pulą nagród 25 000 $ (W35)    |
| turnieje z pulą nagród 15 000 $ (W15)    |
| turnieje z pulą nagród 10 000 $          |

### Gra pojedyncza 17 (14–3)
| Rezultat     |     | Data       | Turniej              | ($)     | Naw.    | Przeciwniczka        | Wynik         |
| Zwyciężczyni | 1.  | 27/04/2014 | Charlottesville      | 50 000  | Ceglana | Montserrat González  | 6:2, 6:3      |
| Zwyciężczyni | 2.  | 04/05/2014 | Indian Harbour Beach | 50 000  | Ceglana | Julija Putincewa     | 6:1, 6:1      |
| Finalistka   | 1.  | 24/04/2016 | Dothan               | 50 000  | Ceglana | Rebecca Peterson     | 4:6, 2:6      |
| Zwyciężczyni | 3.  | 01/05/2016 | Charlottesville      | 50 000  | Ceglana | Grace Min            | 7:5, 6:1      |
| Finalistka   | 2.  | 08/05/2016 | Indian Harbour Beach | 75 000  | Ceglana | Jennifer Brady       | 3:6, 5:7      |
| Finalistka   | 3.  | 21/05/2017 | Naples               | 25 000  | Ceglana | Sofja Żuk            | 4:6, 6:7(3)   |
| Zwyciężczyni | 4.  | 15/10/2017 | Sumter               | 25 000  | Twarda  | Ulrikke Eikeri       | 6:2, 6:1      |
| Zwyciężczyni | 5.  | 22/10/2017 | Florence             | 25 000  | Twarda  | Ysaline Bonaventure  | 6:1, 7:5      |
| Zwyciężczyni | 6.  | 12/11/2017 | Waco                 | 80 000  | Twarda  | Ajla Tomljanović     | 6:3, 2:6, 6:2 |
| Zwyciężczyni | 7.  | 22/04/2018 | Dothan               | 80 000  | Ceglana | Mariana Duque Mariño | 4:6, 6:3, 6:2 |
| Zwyciężczyni | 8.  | 06/05/2018 | Charleston           | 80 000  | Ceglana | Madison Brengle      | 6:0, 6:4      |
| Zwyciężczyni | 9.  | 17/06/2018 | Sumter               | 25 000  | Twarda  | Alizé Lim            | krecz         |
| Zwyciężczyni | 10. | 05/05/2019 | Charleston           | 100 000 | Twarda  | Whitney Osuigwe      | 6:4, 6:4      |
| Zwyciężczyni | 11. | 01/05/2022 | Charleston           | 100 000 | Ceglana | Wang Xiyu            | 6:3, 6:2      |
| Zwyciężczyni | 12. | 30/10/2022 | Tyler                | 80 000  | Twarda  | Yuan Yue             | 6:4, 6:2      |
| Zwyciężczyni | 13. | 01/10/2023 | Templeton            | 60 000  | Twarda  | Renata Zarazúa       | 6:3, 6:1      |
| Zwyciężczyni | 14. | 22/10/2023 | Macon                | 80 000  | Twarda  | Panna Udvardy        | 6:3, 6:4      |

### Gra podwójna 24 (17–7)
| Rezultat     |     | Data       | Turniej              | ($)     | Naw.          | Partnerka           | Przeciwniczki                          | Wynik             |
| Finalistka   | 1.  | 22/09/2013 | Albuquerque          | 75 000  | Twarda        | Melanie Oudin       | Eleni Daniilidu Coco Vandeweghe        | 4:6, 6:7(2)       |
| Finalistka   | 2.  | 03/11/2013 | New Braunfels        | 50 000  | Twarda        | Asia Muhammad       | Ana Tatiszwili Coco Vandeweghe         | 6:3, 3:6, 11–13   |
| Zwyciężczyni | 1.  | 27/01/2014 | Charlottesville      | 50 000  | Ceglana       | Asia Muhammad       | Irina Falconi Maria Sanchez            | 6:3, 6:1          |
| Zwyciężczyni | 2.  | 04/05/2014 | Indian Harbour Beach | 50 000  | Ceglana       | Asia Muhammad       | Jan Abaza Sanaz Marand                 | 6:2, 6:1          |
| Zwyciężczyni | 3.  | 31/10/2014 | Toronto              | 50 000  | Twarda (hala) | Maria Sanchez       | Gabriela Dabrowski Tatjana Maria       | 7:5, 4:6, 15–13   |
| Zwyciężczyni | 4.  | 10/05/2015 | Indian Harbour Beach | 50 000  | Ceglana       | Maria Sanchez       | Angielina Gabujewa Alexandra Stevenson | 6:0, 6:1          |
| Finalistka   | 3.  | 30/01/2016 | Lahaina              | 50 000  | Ceglana       | Jessica Pegula      | Asia Muhammad Maria Sanchez            | 2:6, 6:3, 6–10    |
| Zwyciężczyni | 5.  | 27/02/2016 | Rancho Santa Fe      | 25 000  | Twarda        | Asia Muhammad       | Jessica Pegula Carol Zhao              | 6:3, 6:4          |
| Zwyciężczyni | 6.  | 03/04/2016 | Osprey               | 50 000  | Ceglana       | Asia Muhammad       | Louisa Chirico Katerina Stewart        | 6:1, 6:7(5), 10–4 |
| Zwyciężczyni | 7.  | 16/04/2016 | Pelham               | 25 000  | Ceglana       | Asia Muhammad       | Sophie Chang Caitlin Whoriskey         | 6:2, 6:3          |
| Zwyciężczyni | 8.  | 24/04/2016 | Dothan               | 50 000  | Ceglana       | Asia Muhammad       | Caitlin Whoriskey Keri Wong            | 6:0, 6:1          |
| Zwyciężczyni | 9.  | 01/05/2016 | Charlottesville      | 50 000  | Ceglana       | Asia Muhammad       | Aleksandra Panowa Shelby Rogers        | 7:6(4), 6:0       |
| Finalistka   | 4.  | 17/09/2016 | Atlanta              | 50 000  | Twarda        | Alexandra Stevenson | Ingrid Neel Luisa Stefani              | 6:4, 4:6, 5–10    |
| Zwyciężczyni | 10. | 30/10/2016 | Macon                | 50 000  | Twarda        | Michaëlla Krajicek  | Sabrina Santamaria Keri Wong           | 3:6, 6:2, 10–6    |
| Zwyciężczyni | 11. | 06/11/2016 | Scottsdale           | 50 000  | Twarda        | Ingrid Neel         | Samantha Crawford Melanie Oudin        | 6:4, 6:3          |
| Zwyciężczyni | 12. | 12/11/2016 | Waco                 | 50 000  | Twarda        | Michaëlla Krajicek  | Mihaela Buzărnescu Renata Zarazúa      | walkower          |
| Finalistka   | 5.  | 14/05/2017 | Naples               | 25 000  | Ceglana       | Danielle Collins    | Emina Bektas Sanaz Marand              | 6:7(1), 1:6       |
| Zwyciężczyni | 13. | 14/10/2017 | Sumter               | 25 000  | Twarda        | Jessica Pegula      | Alexandra Mueller Caitlin Whoriskey    | 4:6, 7:5, 10–5    |
| Zwyciężczyni | 14. | 21/10/2017 | Florence             | 25 000  | Twarda        | Maria Sanchez       | Tara Moore Amra Sadiković              | 6:1, 6:2          |
| Zwyciężczyni | 15. | 04/11/2017 | Tyler                | 80 000  | Twarda        | Jessica Pegula      | Jamie Loeb Rebecca Peterson            | 6:4, 6:1          |
| Finalistka   | 6.  | 11/11/2017 | Waco                 | 80 000  | Twarda        | Jessica Pegula      | Sofia Kenin Anastasija Komardina       | 5:7, 7:5, 9–11    |
| Finalistka   | 7.  | 24/02/2018 | Rancho Santa Fe      | 25 000  | Twarda        | Eva Hrdinová        | Kaitlyn Christian Sabrina Santamaria   | 7:6(6), 1:6, 6–10 |
| Zwyciężczyni | 16. | 27/04/2019 | Charlottesville      | 80 000  | Ceglana       | Asia Muhammad       | Lucie Hradecká Katarzyna Kawa          | 4:6, 7:5, 10–3    |
| Zwyciężczyni | 17. | 04/05/2019 | Charleston           | 100 000 | Ceglana       | Asia Muhammad       | Madison Brengle Lauren Davis           | 6:2, 6:2          |

## Finały juniorskich turniejów wielkoszlemowych

### Gra pojedyncza (2)
| Końcowy wynik | Rok  | Turniej         | Nawierzchnia | Przeciwniczka    | Wynik finału  |
| Zwyciężczyni  | 2012 | Australian Open | Twarda       | Julija Putincewa | 6:1, 3:6, 6:3 |
| Finalistka    | 2013 | Wimbledon       | Trawiasta    | Belinda Bencic   | 6:4, 1:6, 4:6 |

### Gra podwójna (4)
| Końcowy wynik | Rok  | Turniej         | Nawierzchnia | Partnerka         | Przeciwniczki                   | Wynik finału   |
| Finalistka    | 2011 | US Open         | Twarda       | Gabrielle Andrews | Irina Chromaczowa Demi Schuurs  | 4:6, 7:5, 10-5 |
| Zwyciężczyni  | 2012 | Australian Open | Twarda       | Gabrielle Andrews | Irina Chromaczowa Danka Kovinić | 5:7, 7:5, 10-6 |
| Zwyciężczyni  | 2012 | Wimbledon       | Trawiasta    | Eugenie Bouchard  | Belinda Bencic Ana Konjuh       | 6:4, 6:3       |
| Zwyciężczyni  | 2012 | US Open         | Twarda       | Gabrielle Andrews | Belinda Bencic Petra Uberalová  | 6:4, 6:3       |